# 悲しき熱帯 (レヴィ・ストロース)
『悲しき熱帯』（かなしきねったい、 フランス語: Tristes tropiques）は、1955年にフランスで刊行された文化人類学者クロード・レヴィ＝ストロースの著書である。1930年代のブラジルの少数民族を訪ねた旅の記録をまとめた紀行文だが、その文章にちりばめられた思想、特に優れた未開社会の分析と、ヨーロッパ中心主義に対する批判により後に本書はセンセーショナルな評価を受け、文化人類学、また構造主義におけるバイブルのひとつとなる。また人文科学にも大きな影響を与えた。終章に「世界は人間なしに始まったし、人間なしに終わるだろう」という有名な一節がある。
また、優れた記録文学としても受容され、20世紀を代表する文学作品のひとつとしてあげられることも多い。フランスの権威ある文学賞のひとつであるゴンクール賞を選考するアカデミー・ゴンクールは「フィクションでないために『悲しき熱帯』を受賞の対象外とされたのは、非常に残念である」との声明を出している。1999年の「ル・モンド20世紀の100冊」では20位。また同年、テレビ番組で行われたアンケートでは、「フランス人の選ぶ20世紀の名作50」でも20位に選ばれている。

## 構成
- 第1部 旅の終り
- 第2部 旅の断章
- 第3部 新世界
- 第4部 土地と人間
- 第5部 カデュヴェオ族
- 第6部 ボロロ族
- 第7部 ナンビクワラ族
- 第8部 トゥピ＝カワイブ族
- 第9部 回帰

## 日本語訳
- 川田順造訳 （中央公論新社 のち中公クラシックス）、各・全2巻
- 室淳介訳 邦題『悲しき南回帰線』（講談社学術文庫 全2巻、元版・講談社）